# 원 타임 패드

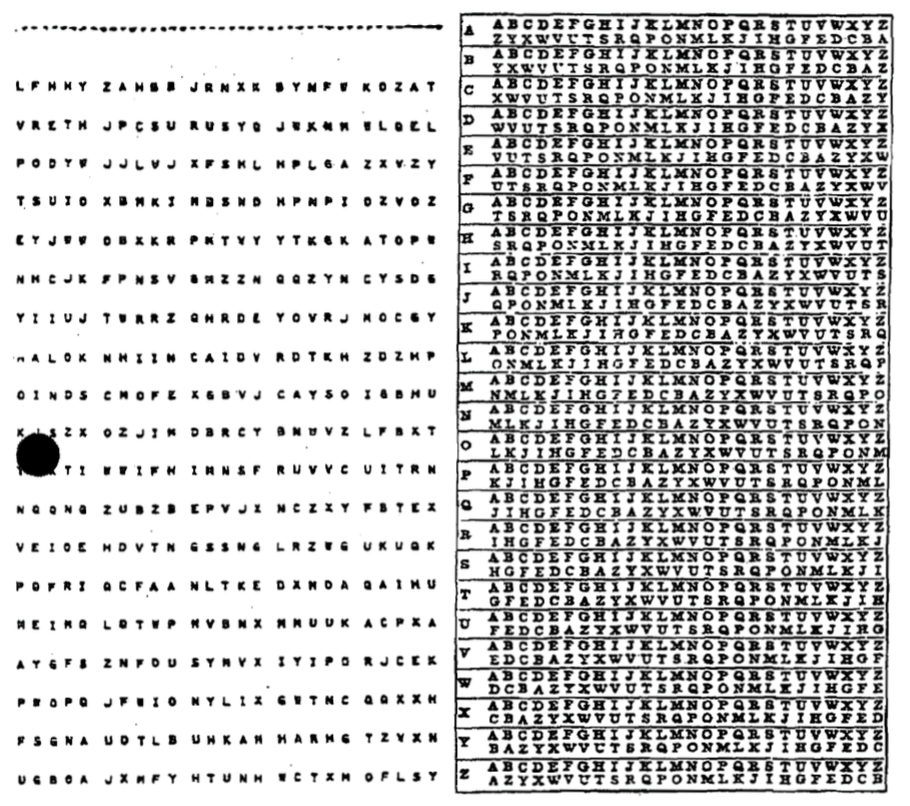
미국 국가안보국(NSA)에서 사용하는 일회용 패드 형식으로, 코드명은 DIANA이다. 오른쪽 표는 왼쪽 문자를 키로 사용하여 일반 텍스트와 암호문 사이를 변환하는 데 도움이 된다.

원 타임 패드(One-Time Pad, OTP)는 암호학에서 해독할 수 없는 암호화 기술이지만 전송되는 메시지 크기보다 크거나 같은 일회용 사전 공유 키를 사용해야 한다. 한국어로는 1회용 암호표, 일회용 패드, 일회용 암호 등으로 번역된다. 이 기술에서는 평문이 임의의 비밀 키(이것을 '일회성 패드'라고도 함)와 쌍을 이룬다. 그런 다음 평문의 각 비트 또는 문자는 모듈식 가산을 사용하여 패드의 해당 비트 또는 문자와 결합하여 암호화된다.

## 같이 보기
- 난수방송
- 일회용 비밀번호
- 세션 키
- 스테가노그래피